# Susan Cohn Lackman
Susan Cohn Lackman (* 1. Juli 1948 in Qingdao) ist eine US-amerikanische Komponistin, Librettistin und Musikpädagogin.

## Leben und Werk
Susan Cohn Lackman wurde als Tochter eines amerikanischen Marineoffiziers in Qingdao (China) geboren. Sie bereiste bereits in ihrer Jugend viele Teile der Erde.
In den 1970er Jahren erlangte sie einen ersten Musikabschluss an der Temple University in Philadelphia, wo sie fortgeschrittene Kurse in Musiktheorie und Englisch belegte. Dann ging sie an die American University in Washington, D.C. und erwarb sich ihren M.A. in Komposition und Musiktheorie. Sie war dort am Aufbau des elektronischen Musiklabors beteiligt. Später erwarb sie sich mit der Arbeit Lisa Stratos auf der Basis von Lysistrata ihren Ph.D. in Musiktheorie an der Rutgers University im Bundesstaat New Jersey. Von 1998 bis 2001 erwarb sie einen MBA der Crummer Graduate School of Business und wurde daraufhin im Kunstmanagement aktiv.
Von 1981 bis 2020 lehrte Susan Cohn Lackman als Professorin Musiktheorie und Komposition am Rollins College in Winter Park in Florida.
Ihre Kompositionen umfassen Orchester- und kammermusikalische Werke, Klavier- und Vokal- sowie elektronische Musik. Bekannt wurde sie auch als durch ihre Oper Lisa Stratos nach Aristophanes Lysistrata, für die sie auch das Libretto schrieb.